# Social Network Marketing
Social Network Marketing (SNM) ist ein Teil des Online-Marketings. Darunter versteht man sämtliche Marketing-Aktivitäten im Internet, die Soziale Netzwerke wie LinkedIn, XING, Facebook, Instagram, TikTok, X, Pinterest, YouTube etc. als Kommunikationskanal nutzen. In diesem Sinne zielt das SNM darauf ab, dass die Mitgliedschaft in einem Online-Kontaktnetzwerk – neben anderen Zielen – auch verkaufsfördernden Zwecken dienen kann.

## Abgrenzung gegen Social Media Marketing
Sehr eng verwandt mit dem SNM ist das Social Media Marketing (SMM). Häufig werden beide Begriffe synonym gebraucht. Allerdings umfasst der Begriff des SMM neben den Netzwerk- auch Video- und Bilder-Plattformen wie YouTube oder flickr sowie die digitale Auskunftsdienste und Bewertungs-Portale wie wer-weiss-was.de, ciao oder dooyoo.

## Ziele und Potenzial
Konkret verfolgt das Social Network Marketing folgende Ziele:
- die ständige Erweiterung des Netzwerks durch möglichst einfachen Gewinn von neuen Kontakten
- die wirksame Pflege der bestehenden Kontakte
- das Generieren von Neukunden-Adressen ohne finanziellen Aufwand
- die Automatisierung der Akquise mit minimalem Zeitaufwand
- das Aufnehmen von direkten Beziehungen zu wichtigen Entscheidern
- die Förderung des Ideen-Austauschs zum Zwecke der Inspiration und Problemlösung
- die aufmerksamkeitsstarke Präsentation eines Unternehmens
- den Aufbau eines Experten-Status

Insgesamt resultieren daraus die Steigerung der Bekanntheit am Markt und die Positionierung als „Problemlöser“. Somit erhöht das SNM die Schubkraft des konventionellen Marketings.

## Funktionsweise
Die sozialen Netzwerke bieten ihren Nutzern in der Regel mindestens ein persönliches Profil mit diversen Sichtbarkeitseinstellungen. Außerdem ist der Empfang und Versand von Nachrichten an vernetzte Mitglieder möglich, wie auch die Verwaltung von Kontakten und Adressbüchern. Die Benutzer werden über Aktivitäten im Netzwerk in unterschiedlichem Umfang informiert (Statusinformationen) und oftmals stehen auch Funktionen wie Mikroblogging, die Erstellung von Interessensgruppen, Forenverwaltungen, und die Erstellung von Events zur Verfügung.
Die Anwerbung von Neukunden über soziale Netzwerke lässt sich mithilfe der bereits integrierten Funktionalitäten einfacher und kostengünstiger umsetzen, als mit traditionellen Methoden. So entfällt beispielsweise die Suche nach konkreten Zielgruppen, da in sozialen Netzwerken alle bestehenden Mitglieder angesprochen werden können. Unternehmen bzw. Ansprechpartner können über die Suchfunktion gefunden und direkt angesprochen werden. In den vorhandenen Profileinträgen finden sich auch sofort Hinweise über deren Interessensgebiete, woraus geringere Streuverluste bei der Ansprache resultieren. Umgekehrt kann das werbende Unternehmen selbst in sozialen Netzwerken vertreten sein und mithilfe eines ausführlichen Profils von Kunden gefunden werden.
Das SNM ist neben dem konventionellen Marketing mittlerweile ein wichtiger Faktor, so dass sich immer mehr Unternehmen dieser Marketing-Form bedienen. Das Social Network Marketing ist nicht nur eine Ergänzung des Marketings-Instrumentariums, sondern braucht ein breit gefächertes konventionelles Marketing als Basis. Die Lösung dieses Problems besteht in einer Verknüpfung beider Spielarten des Marketings. Für die Integration des SNM in das konventionelle Marketing gibt es entsprechende Ansätze.

## Verknüpfung mit konventionellem Marketing
Social Network Marketing (z. B. XING, LinkedIn) können auch mit konventionellem Marketing (Mailing, Newsletter, PR, Homepage) verknüpft werden. Ein Beispiel für eine solche Verknüpfung ist die Einladung von Kunden in Soziale Netzwerke. Diese können dort von Experten-Gruppen profitieren, die das Unternehmen selbst initiiert hat. Personen, die man in einem Sozialen Netzwerk kennengelernt hat, können so nützliche und zumeist kostenlose Sach-/Fach-Informationen zur Verfügung gestellt bekommen, die sonst nur Kunden in Form von Downloads oder eines Newsletters bekommen. Dies soll die Kundenbindung verstärken und dabei helfen das Unternehmen als kompetenter Problemlöser, auf das Andere bei Bedarf sofort zurückgreifen kann, zu positionieren.
Ziel dieser Verknüpfungen von SNM und konventionellem Marketing ist es, intensive Beziehungsgeflechte zu Kunden und Interessenten in Form eines „Geben und Nehmen“ entstehen zu lassen, die die Basis für langfristige, tragende Geschäftsbeziehungen bilden.

## Strategien
Bei der Verwendung von sozialen Netzwerken als Marketinginstrumente, werden prinzipiell zwei Ansätze unterschieden. Beim passiven Ansatz werden die Netzwerke als Informationsquelle und zur Feedbackgewinnung genutzt. Die Unternehmen analysieren Rezensionen, Markenempfehlungen und Blogbeiträge von Kunden und verwenden diese für ihre Zwecke. In diesem Sinne sind soziale Netzwerke ein Medium zur kostengünstigen Informationsgewinnung, das genutzt werden kann, um Probleme und Chancen zu erkennen. Diese Form der Datenerhebung lässt sich auch auf einzelne Benutzer und Benutzergruppen erweitern, deren Interaktionen Rückschlüsse auf deren Interessen und Kaufverhalten geben. Im Unterschied zu traditionellen Methoden der Marktuntersuchung, lassen sich durch soziale Netzwerke Informationen über das Kundenverhalten in Echtzeit abrufen, was vor allem in dynamischen Marktstrukturen von Vorteil sein kann.
Beim aktiven Ansatz werden die sozialen Netzwerke als Kommunikationskanäle und zur Erweiterung und Haltung des Kundenstamms verwendet. Der Einsatz von Einflussnehmern (z. B. beliebte Blogger) kann eine effiziente und kostengünstige Methode sein, um neue Produkte oder Dienstleistungen am Markt anzukündigen.